# سول (فرانسه)
سول (به فرانسوی: Soule) بخشی از شهرستان پیرنه-آتلانتیک در فرانسه است.

## خصوصیات
سول ۷۸۵ کیلومترمربع مساحت و ۱۵٬۵۳۵ نفر جمعیت دارد.